# Crisis cambiaria
Una crisis cambiaria, también denominada crisis de balanza de pagos o corrida cambiaria, es una dificultad grave sufrida por las autoridades de un país para defender la paridad 
del tipo de cambio de su moneda y que en muchos casos termina traduciéndose en una devaluación o en una fuerte depreciación de la misma.
En las crisis cambiarias la confianza en la paridad fija existente desaparece, provocando una disminución de las reservas del banco central, que llegado al límite de su resistencia, tiene que endurecer su política monetaria para restablecer la confianza de los mercados y si esto no diese resultado sólo quedaría devaluar el tipo de cambio o dejarlo flotar libremente.
Las crisis cambiarias se desencadenan a consecuencia de ataques especulativos llevados a cabo por los operadores en el mercado de cambio, que provocan un incremento grande y repentino en la probabilidad de reajuste de la paridad central de una moneda. 
En las últimas décadas del siglo XX y la primera del siglo XXI se han ido repitiendo una sucesión de crisis financieras de carácter cambiario que afectaron a un amplio
número de países, han lastrado su crecimiento y han amenazado la estabilidad financiera internacional.

## Modelos explicativos de las crisis cambiarias

### Modelos de primera generación
Tradicionalmente se ha explicado la evolución del tipo de cambio a través de las condiciones económicas fundamentales y los postulados de la teoría económica. Se han denominado modelos de primera generación a los estudios que han basado el análisis de las crisis en base al deterioro de las condiciones económicas básicas y nacieron en el ámbito de las crisis económica de los años setenta y ochenta del pasado siglo, que mostraron el fracaso de los intentos de estabilización basados en la fijación de un tipo de cambio. Su primera formulación se llevó a cabo por Paul Krugman, en 1979.[cita requerida]
En estos modelos se hacía hincapié en que el deterioro progresivo de las condiciones económicas de un país hacían imposible sostener la fijación de los tipos de cambio y que un déficit presupuestario persistente en el tiempo

### Modelos de segunda generación
La progresiva y elevada volatilidad de los tipos de cambios no puede ser explicada únicamente por las variaciones de las condiciones económicas generales, por lo que han surgido teorías que tratan los fundamentos de estos cambios en otras causas. Estos modelos, denominados de segunda generación, coinciden en que aun cuando las condiciones económicas internas de la economía de un país no estén deterioradas, pueden darse las circunstancias que den lugar al nacimiento de una crisis cambiaria, especialmente en la actualidad en el que la movilidad de los de capitales es muy amplia y los mercados están muy liberalizados. El mecanismo de nacimiento de la crisis, sería la existencia de un grupo poderoso de inversores con una creencia elevada de que el tipo de cambio de un determinado país está sobrevalorado y que por tanto deciden deshacerse de los activos que poseen en la moneda del citado país, provocando una fuga de capitales de esa economía que puede llegar a provocar el colapso del tipo de cambio, cumpliéndose sus perspectivas pesimistas, sería un caso de profecía autocumplida.

## Crisis cambiarias más destacadas
- Crisis del Rodrigazo de Argentina en 1975
- Crisis económica en Chile de 1982
- Crisis del Sistema Monetario Europeo en 1992
- Crisis económica de México de 1994
- Crisis financiera asiática de 1997
- Crisis financiera rusa de 1998
- Crisis de diciembre de 2001 en Argentina
- Crisis económica en Venezuela de 2013-actualidad
- Crisis cambiaria en Argentina de 2018